# Walking bass
El walking bass o, sencillamente walking es una técnica de acompañamiento empleada usualmente por bajistas y contrabajistas de jazz.

## Fundamentos teóricos
El objetivo principal de una línea de walking es delinear la progresión armónica del tema mediante el uso de notas negras («walking a cuatro») no sincopadas, lo que crea una sensación de movimiento similar al ritmo de los pasos al caminar (de aquí el término, literalmente bajo caminante en español). Las líneas walking también pueden emplear notas blancas, y entonces reciben el nombre de líneas a dos, creando una sensación mucho más estática al oyente.
Desde el punto de vista armónico, las líneas walking utilizan una combinación de escalas relativas a la progresión, notas correspondientes al acorde, notas correspondientes al arpegio y notas de paso para delinear la estructura armónica del tema. Para añadir variedad e interés a la línea se suelen utilizar figuras atresilladas, silencios, notas sincopadas o notas muertas. En el  caso del bajo así como del contrabajo, notas muertas, como su nombre indica, son aquellas que se ejecutan presionando las cuerdas sin que lleguen a tocar el diapasón, matando, así, el sonido; también de los armónicos, razón por la que se debe presionar con varios dedos y no con uno sólo.

## Ejemplos
- Walking "a dos" sobre un acorde Cm7. De uso generalizado en baladas o como acompañamiento para la melodía. Nótese como el bajo emplea un patrón tónica-quinta (C-G)

- Walking "a cuatro" sobre un acorde Cm7. Común durante la ejecución del solista o temas rápidos. Nótese cómo el bajo delinea la armonía mediante notas relativas al arpegio (Cm) y a la escala (C Dórica):[6]

## Usos
Las líneas walking son ejecutadas normalmente por bajistas y contrabajistas, pero también pueden ser utilizadas por pianistas, organistas o por otros instrumentistas. Aunque se suele asociar las líneas walking al jazz y al blues, también se suelen utilizar con cierta profusión en otros estilos como el rock, el rockabilly, el ska, el rhythm & blues, el góspel, la música latina, el country u otros géneros.